# Fédération française des éclaireuses
Pour les articles homonymes, voir FFE.
La Fédération française des éclaireuses (FFE) est un mouvement de guidisme, l'équivalent féminin du scoutisme, créé en 1921 et dissout en 1964. Elle est membre fondateur de la Fédération du scoutisme français en 1940.
Alors qu'en France les différentes associations de scoutisme sont nées selon une logique religieuse, la FFE constitue la seule tentative à grande échelle de créer un mouvement interconvictionnel selon le modèle anglo-saxon, c'est-à-dire de regrouper différentes convictions religieuses, philosophiques et spirituelles au sein d’une même association. 

## Histoire

### Origines
En 1911, trois sections cadettes de l'Union chrétienne des jeunes gens (UCJG), un mouvement de jeunesse protestant masculin membre de la Young Men's Christian Association (YMCA), adoptent la méthode scoute. Dès l'année suivante, le scoutisme féminin naît en France sous le nom des « Unions Cadettes », dans le cadre des Unions chrétiennes de jeunes filles (UCJF) de Paris, l’équivalent féminin de l'UCJG. Le 31 octobre 1920, lors de la Fête de la Réformation, est fondée l'association des Éclaireurs unionistes, masculine. En parallèle, est lancé son homologue féminin, le Mouvement des éclaireuses unionistes, lors d'un congrès fondateur à Lyon.

### Fondation
En 1921, lors du congrès d'Épinal, est constituée une section « neutre », interconfessionnelle. Les deux sections, unionistes et « neutre », avec leurs unités locales respectives, forment alors la Fédération française des éclaireuses (FFE). L'équipe dite « La Main » est la première équipe dirigeante de la FFE. Elle est constituée de Georgette Siegrist, Marguerite Walther, Violette Mouchon, Renée Sainte-Claire Deville et Madeleine Beley.

### Développement
En 1928, des unités juives rejoignent la Fédération et une section « israélite » est créée. Cette année-là, la Fédération française des éclaireuses est membre fondatrice de l'Association mondiale des guides et des éclaireuses.
À partir de 1938, le FFE comporte une quatrième section, appelée « libre », regroupant des unités catholiques, et une section musulmane non officielle en Algérie française. 
Les effectifs augmentent rapidement, passant d’environ 3 000 éclaireuses en 1925 à 5 000 en 1940 avant la Seconde Guerre mondiale.

### La Seconde Guerre mondiale
En 1940, la Fédération française des éclaireuses est membre fondatrice de la Fédération du scoutisme français. 
Sa section unioniste forme avec les autres mouvements de jeunesse de la Fédération protestante de France (Éclaireurs unionistes, UCJG, UCJF et Fédération française des associations chrétiennes d'étudiants) le Comité inter-mouvements (CIM). 
Ce comité forme notamment le Comité inter-mouvements auprès des évacués, connu sous l'acronyme de la CIMADE, qui sous la responsabilité de Suzanne de Dietrich, Georgette Siegrist, Jane Pannier et Madeleine Barot, œuvre auprès des réfugiés. 
La CIMADE intervient d'abord auprès des Français évacués d'Alsace, souvent luthériens, puis auprès des étrangers, républicains espagnols, Tziganes, communistes, réfugiés politiques ayant fui le nazisme, puis enfin auprès des juifs persécutés pendant la Shoah en France, en fabriquant de faux papiers d'identité et en les aidant à se cacher, notamment au Chambon-sur-Lignon, dans les Cévennes, ou en Suisse. De nombreuses éclaireuses s'engagent, formant les « équipières » de la CIMADE.

### L'après-guerre
Le 22 avril 1945, Mlle Sainte-Claire Deville, commissaire générale de la Fédération française des éclaireuses, accueille aux côtés de ses homologues de la Fédération du scoutisme français, Olave Baden-Powell, épouse de Robert Baden-Powell, lors de sa visite officielle à Paris,. En 1948, le siège de la Fédération déménage du 10 rue de Richelieu au 6 rue Ampère.
En 1960, au moment de son apogée, elles sont plus de 25 000. 

### La dissolution et ses suites
Dans les années 1960, se généralise la coéducation dans l'enseignement public. En 1959, la réforme Berthoin légalise les lycées mixtes, et en 1963 la loi Fouchet-Capelle l'étend aux collèges d'enseignement secondaire . 
En 1964, la Fédération française des éclaireuses s'auto-dissout et ses différentes sections rejoignent progressivement leurs équivalents masculins.
Dès 1964, la section neutre fusionne avec les Éclaireurs français et les Éclaireurs de France pour former les Éclaireuses Éclaireurs de France en 1964, définie comme laïque. 
Cinq ans plus tard, en 1969, la section juive fusionne avec les Éclaireurs israélites de France pour former les Éclaireuses et éclaireurs israélites de France en 1969.
La section protestante commence par former en 1964 une Fédération française des éclaireuses unionistes, association indépendante. Elle collabore avec son homologue masculine au sein de l'Alliance des équipes unionistes. Six ans plus tard, en 1970, les deux branches fusionnent enfin pour former les Éclaireuses et Éclaireurs unionistes de France.